# Urvič
Urvič (en serbe cyrillique : Урвич) est un village de Serbie situé dans la municipalité de Vladičin Han, district de Pčinja. Au recensement de 2011, il comptait 43 habitants.

## Démographie
| 1948 | 1953 | 1961 | 1971 | 1981 | 1991 | 2002 | 2011 |
| ---- | ---- | ---- | ---- | ---- | ---- | ---- | ---- |
| 144  | 132  | 122  | 119  | 116  | 87   | 71   | 43   |

|  |